# Gienah
Gienah (Gama Corvi, γ Corvi, Gama Crv, γ Crv) je dvojhvězda, nejjasnější hvězda v souhvězdí Havrana, nachází se přibližně 154 světelných let od Slunce.

## Název
Tradiční název Gienah pochází z arabského الجناح الغراب اليمن al-janāħ al-ghirāb al-yaman („pravé křídlo vrány“), ovšem na moderních mapách označuje levé křídlo.
Stejný tradiční název měla také hvězda ε Cygni, ale v roce 2016 komise WGSN Mezinárodní astronomické unie přiřadila ε Cygni jméno Aljanah.

## Vlastnosti
Hlavní hvězda je obr spektrální třídy B8 s asi 4,2násobkem hmotnosti Slunce. Spektrum této hvězdy ukazuje na výrazně nadprůměrný obsah rtuti a manganu. I jiné prvky se v ní vyskytují v neobvykle velkých nebo malých koncentracích.
Hlavní složka má potvrzeného průvodce o hmotnosti asi 0,8 Sluncí, který obíhá ve vzdálenosti kolem 50 AU s periodou 158 let. Pomocí fotometrie bylo zjištěno, že jeho spektrální třída je v rozmezí K5-M5.